# Jules-Bertrand Gélibert
Jules-Bertrand Gélibert, né le 27 novembre 1834 à Bagnères-de-Bigorre et mort le 18 avril 1916 à Capbreton, est un peintre français.

## Biographie
Jules-Bertrand Gélibert est le fils de Paul-Jean-Pierre Gélibert artiste peintre, et de Charlotte Dorothée, dite Caroline Artigala. Son frère Gaston Gélibert est également artiste peintre.
Élève de son père et de Bernard Griffoul-Dorval, il expose au Salon à partir de 1859.
En 1861, il épouse à Paris, Marie Félicité Pelleport.
Il obtient une mention honorable en 1861, une médaille de troisième classe en 1869, et une médaille de deuxième classe en 1883.
Il est président de l'exposition canine lors des salons de l'orangerie de 1890 à 1912.
Il obtient une médaille de bronze à l'exposition universelle de 1889 ainsi que celle de 1900.
Installé à Capbreton, il orne en 1889 les murs de l'église Saint-Nicolas de peintures monumentales, inscrites désormais à l’Inventaire général du Patrimoine de France. Son frère continuera l'œuvre dès 1895.
Il est élevé au grade de chevalier de la Légion d'honneur en 1905.
Il meurt à Capbreton à l'âge de 81 ans.
Une rue de Capbreton porte le nom rue des frères Gélibert.

## Galerie

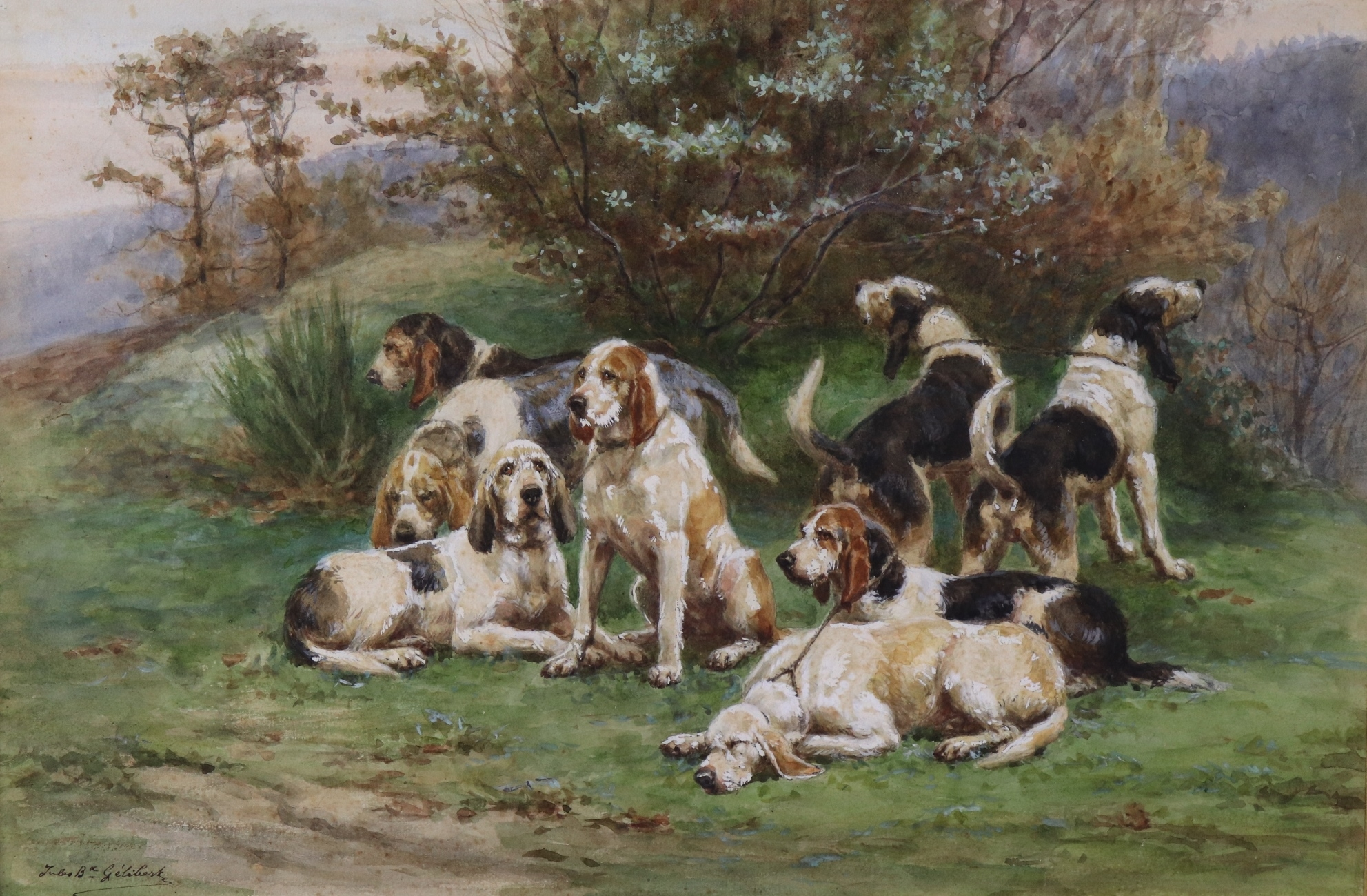
La meute de chiens de chasse.
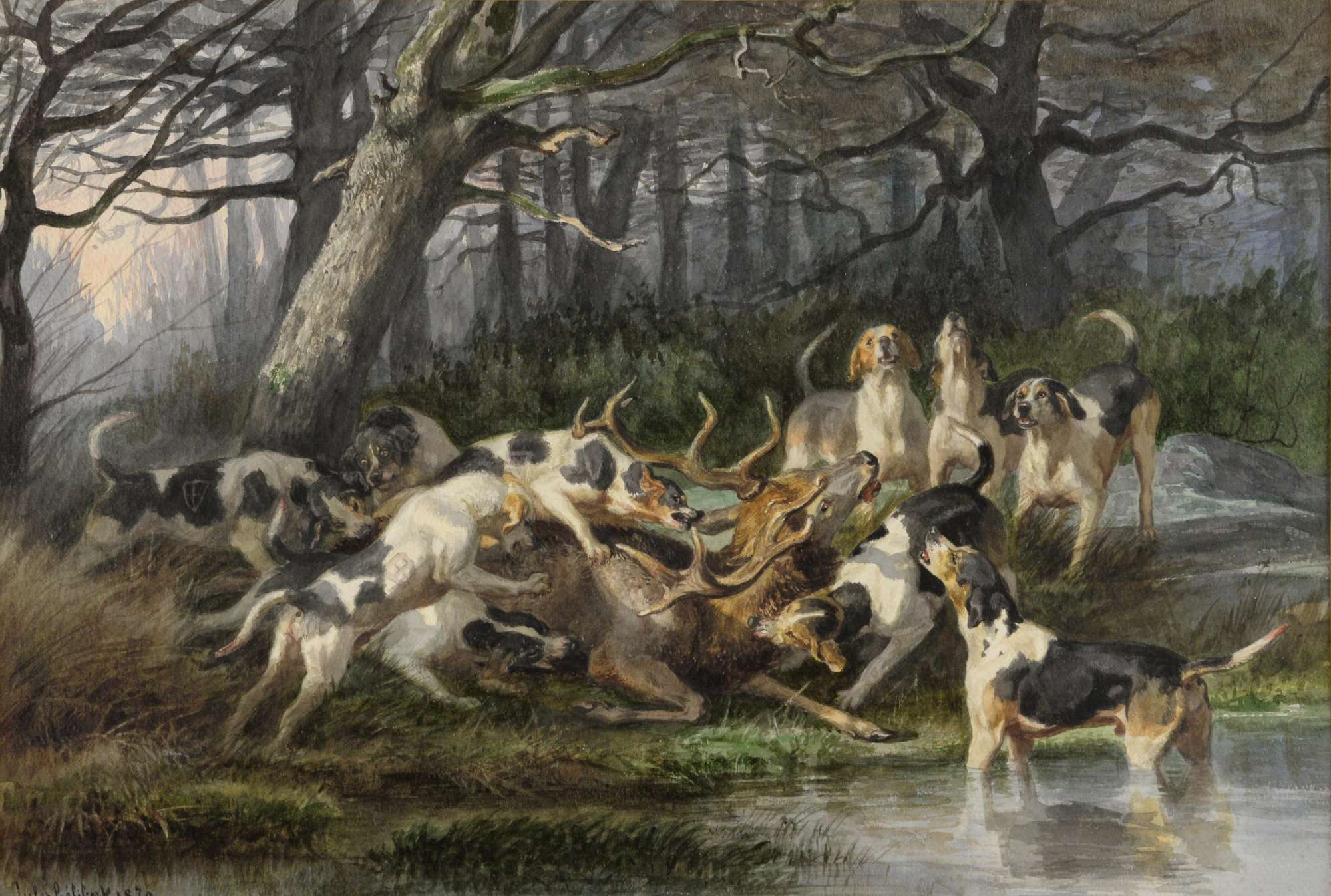
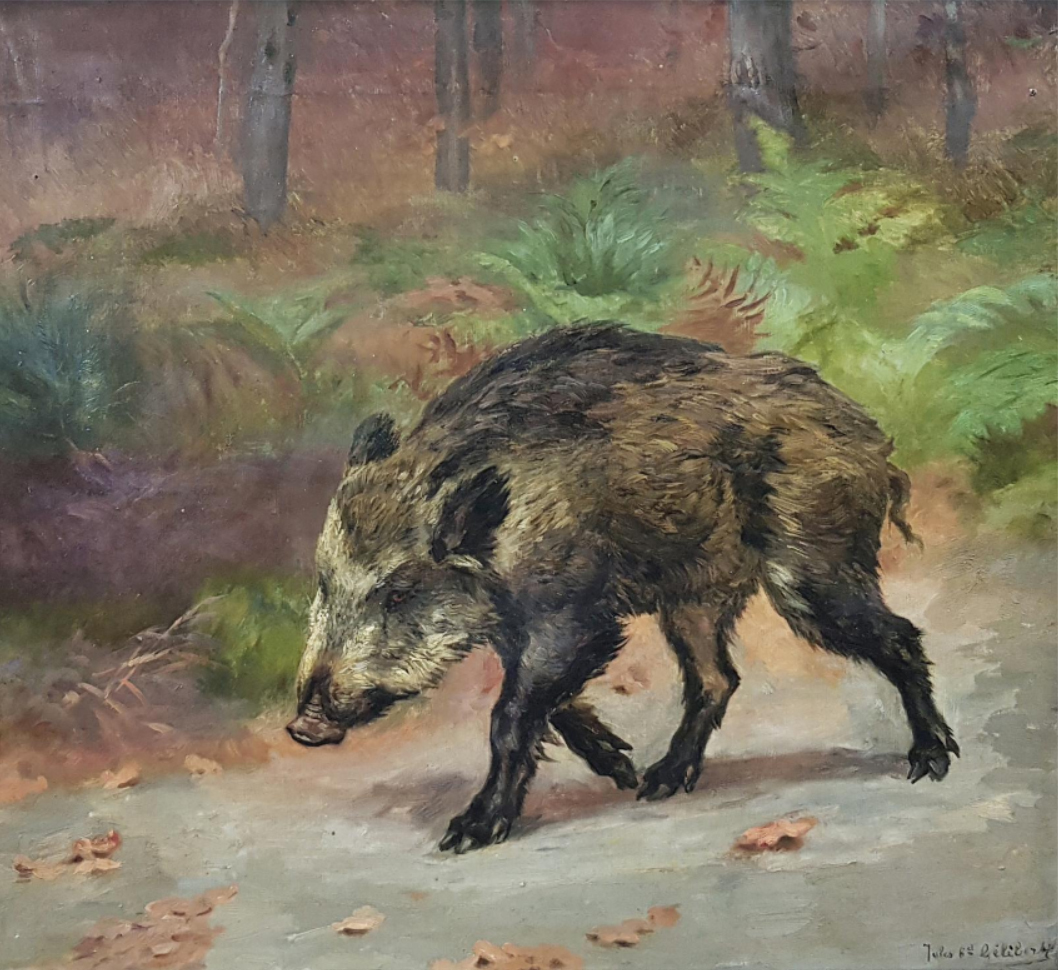
Sanglier.
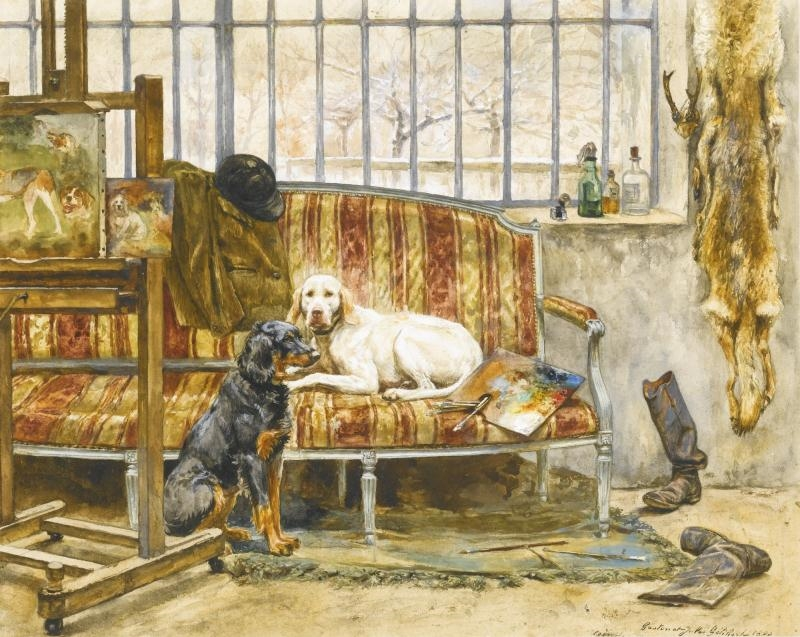
Les chiens de l'artiste (1888).
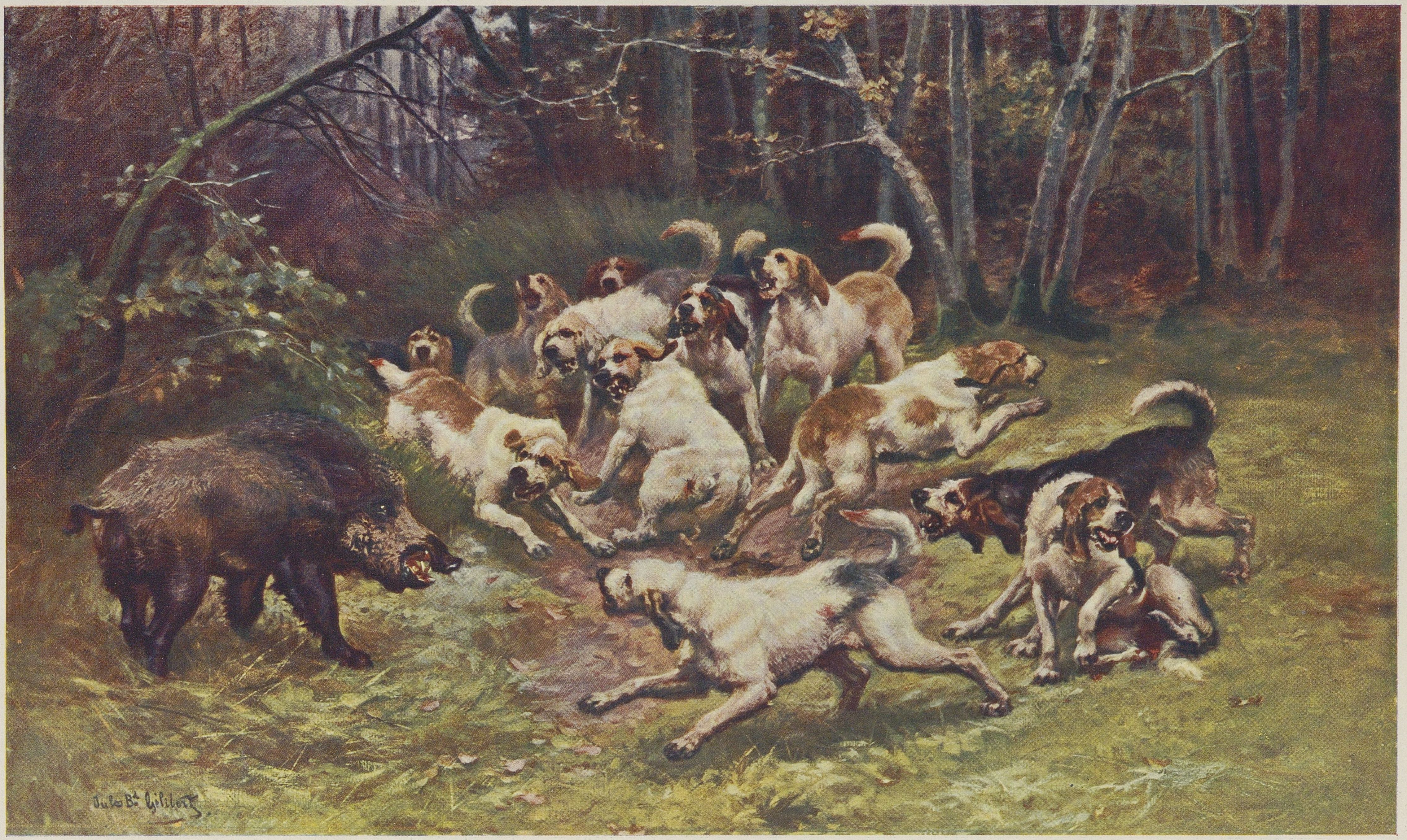
Sanglier au ferme.
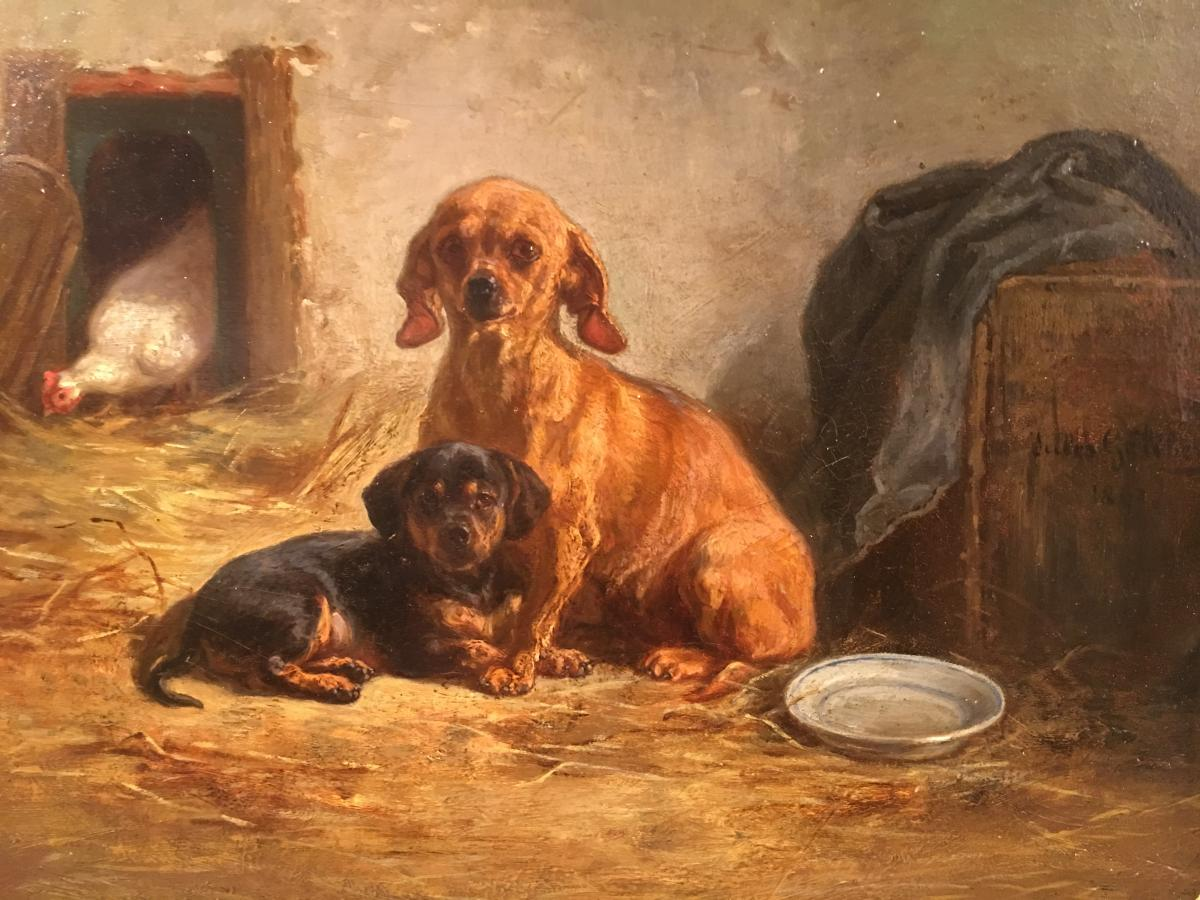
Deux chiens dans le poulailler.